# Frank N. Ikard

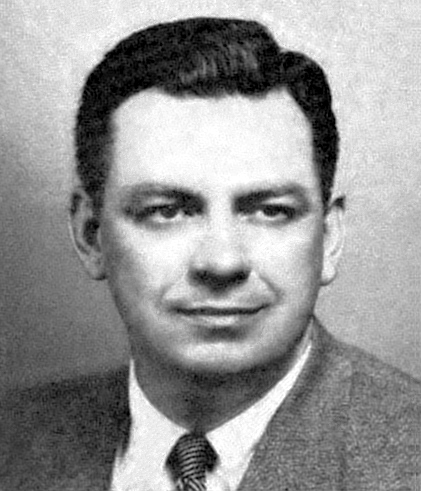
Frank Neville Ikard

Frank Neville Ikard (* 30. Januar 1913 in Henrietta, Clay County, Texas; † 1. Mai 1991 in Washington, D.C.) war ein US-amerikanischer Politiker. Er vertrat den Bundesstaat Texas als Abgeordneter im US-Repräsentantenhaus.

## Werdegang
Frank Ikard besuchte die öffentliche Schule und das Schriener Institute in Kerrville. Anschließend wechselte er zur University of Texas, an der er 1936 seinen Bachelor of Arts machte, sowie 1937 an deren Rechtsabteilung seinen Bachelor of Laws. Seine Zulassung als Anwalt erhielt er 1937, woraufhin er eine Praxis in Wichita Falls eröffnete. Während des Zweiten Weltkrieges verpflichtete sich Ikard im Januar 1944 in der US Army und diente in der Kompanie K, 110. Infanterie, 28. Division. In Europa geriet er zwischen 1944 und 1945 in deutsche Kriegsgefangenschaft. Danach wurde ihm das Purple Heart verliehen.
Nach dem Krieg arbeitete er als Richter des 30. Gerichtsbezirks von Wichita Falls. Von 1948 bis 1949 war er Vorsitzender der Veterans Affairs Commission in Texas. Des Weiteren wurde er durch Gouverneur Beauford H. Jester im November 1948 zum Richter des 30. Gerichtsbezirks ernannt sowie 1950 wiedergewählt. Er diente bis zum 8. September 1951 in dieser Position.

## Politik
Ikard fungierte 1956, 1960 und 1968 als Delegierter zur Democratic National Convention. Ferner war er 1960 Vorsitzender des demokratischen Parteitages in Texas. Er wurde als Demokrat in den 82. Kongress gewählt, um den freien Platz zu füllen, der durch den Rücktritt von Ed Gossett entstanden war. Danach wurde Ikard in den 83. und die vier nachfolgenden Kongresse gewählt. Seine Amtszeit belief sich vom 8. September 1951 bis zu seinem Rücktritt am 15. Dezember 1961.
In seiner Amtszeit im Kongress weigerte er sich 1956, das Southern Manifesto zu unterzeichnen, das sich gegen die Rassenintegration an öffentlichen Einrichtungen aussprach. Anschließend war er von 1962 bis 1963 leitender Vizepräsident des American Petroleum Institutes sowie von 1963 bis 1980 dessen Präsident. Danach nahm er seine vormalige Tätigkeit als Anwalt in einer Praxis in Washington wieder auf. Dort verstarb er am 1. Mai 1991.